# Academia Lubranskia

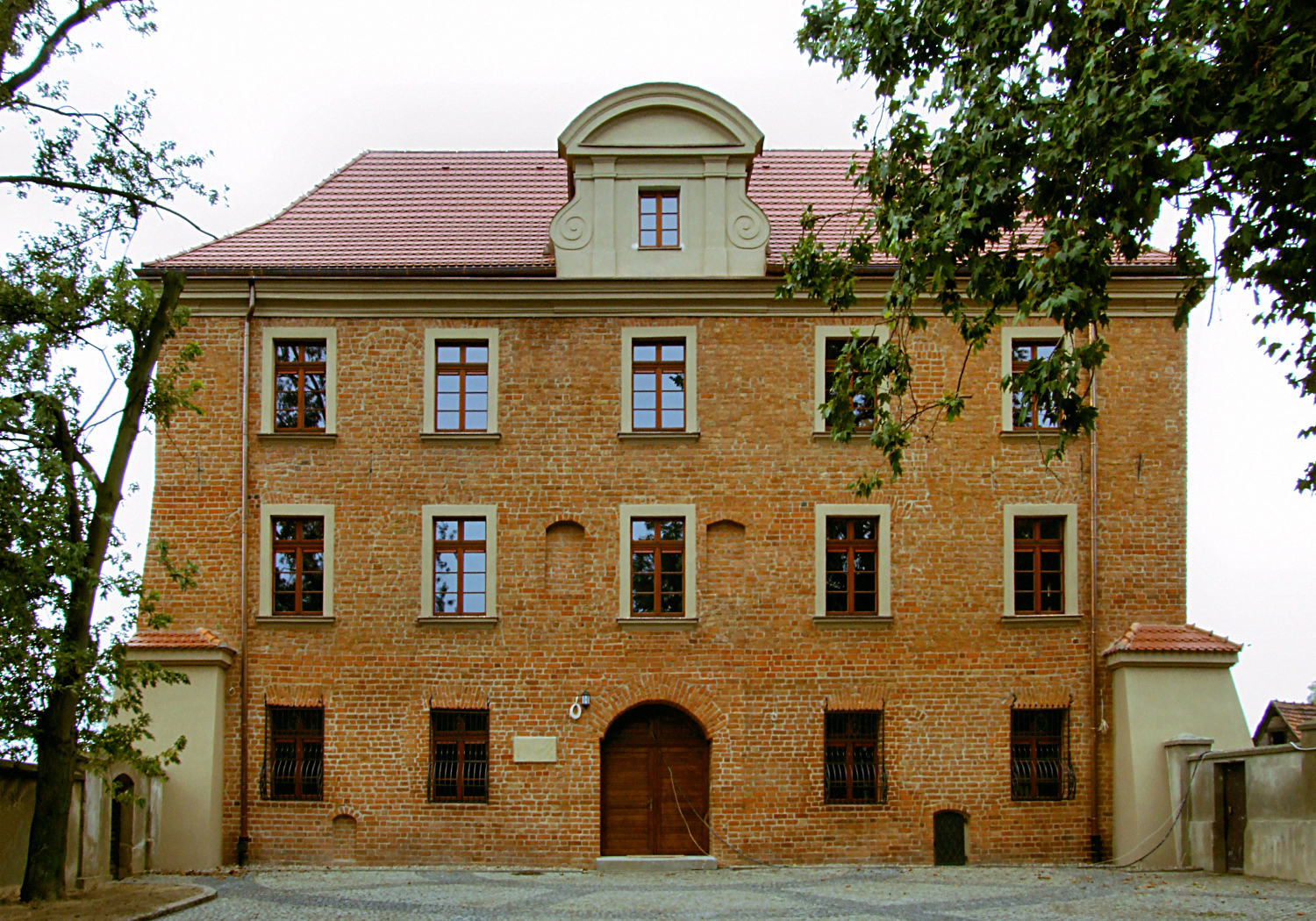
Academia Lubranskia

Academia Lubranskia (în poloneză Akademia Lubrańskiego, în latină Collegium Lubranscianum) a fost un colegiu universitar creat în 1518 la Poznan de către episcopul Jan Lubrański. Primul ei rector a fost renumitul profesor de filosofie, geografie și astronomie al Universității Jagiellone din Cracovia, Jan von Stobnica.
A fost prima instituție de învățământ superior din Poznan, chiar dacă nu avea încă statutul unei universități.

## Istoric
Primul rector al Academiei a fost scriitorul umanist Tomasz Bederman din Poznan. Un alt lector renumit din această perioadă a fost Grzegorz of Szamotuły. Umanistul Christoph Hegendorf, un cunoscut specialist în limbi clasice, drept, filosofie și teologie luterană, a fost trimis de Philipp Melanchthon ca profesor de limbi clasice la această Academie în 1530-35 la invitația noului episcop de Poznan, Jan Latalski.
Academia Lubranskia, creată inițial ca o instituție de învățământ independentă, a devenit mai târziu o anexă a Universității din Cracovia. La început avea șase facultăți: filosofie, logică, matematică, limbi clasice (latină și greacă), drept și retorică.
Actuala clădire a Academiei a fost reconstruită în secolele XVII-XVIII.
În 1773 Academia Lubranskia s-a unit cu Colegiul iezuit din Poznan (Collegium Posnaniae). Astăzi, vechea clădire a Academiei  Lubranskia găzduiește Muzeul arhidiocezei romano-catolice din Poznan.

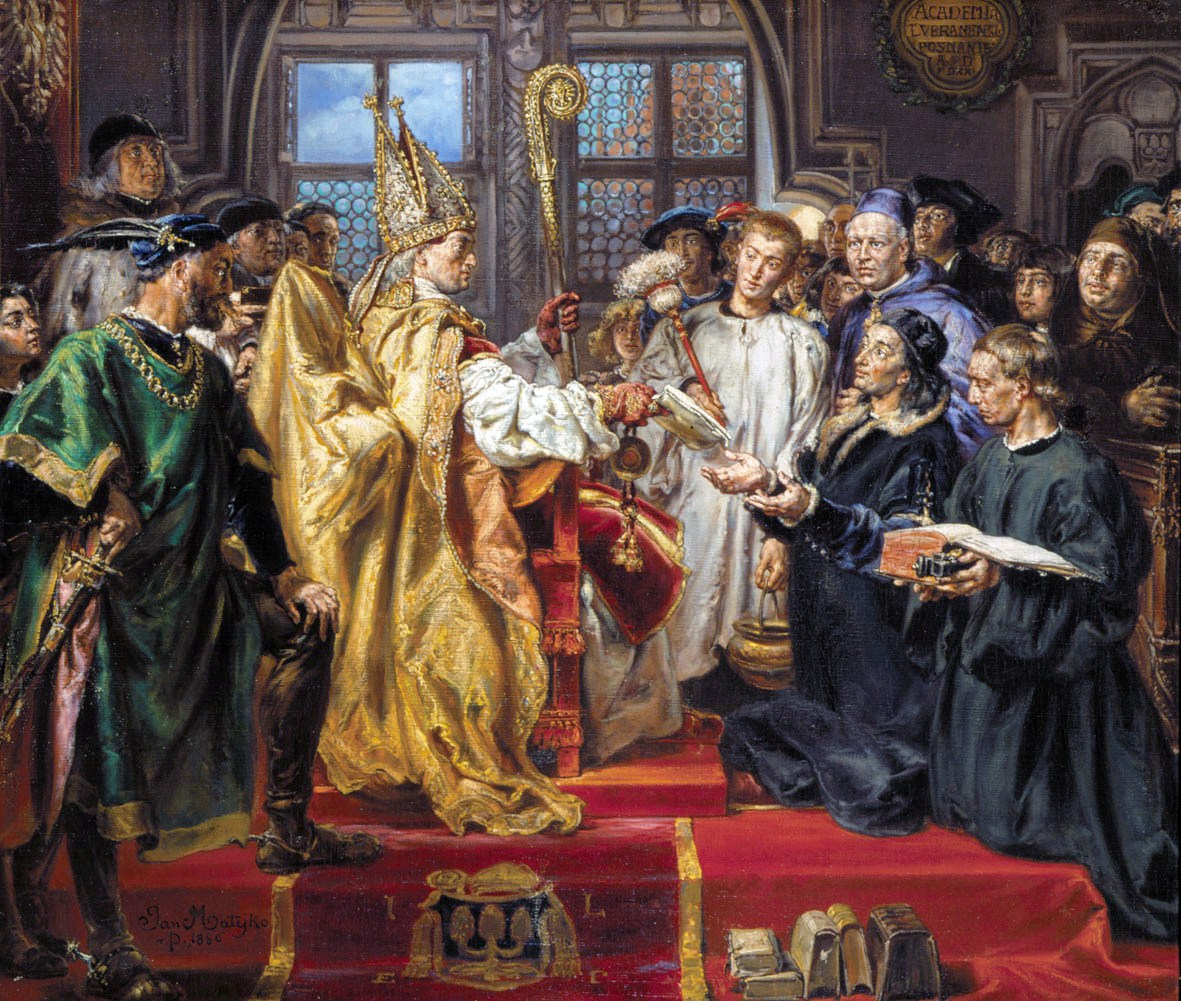
Întemeierea Academia Lubranskia din Poznań, de Matejko

Întemeierea Academiei din Poznan este și subiectul unei lucrări a renumitului pictor polonez Jan Matejko.

## Studenți
- Józef Struś - savant, primar al Poznań-ului.
- Klemens Janicki - poet
- Łukasz Opaliński - poet și scriitor
- Jan Śniadecki - matematician și astronom